# 岩井美樹 (野球)
岩井 美樹（いわい よしき、1955年4月6日 - ）は、日本のアマチュア野球指導者、体育学者（国際武道大学教授）である。

## 人物
1955年4月6日、千葉県銚子市出身。
1971年に千葉県立銚子商業高等学校に入学。銚子商時代には斎藤一之の指導を受け、3年生だった1973年の第55回全国高等学校野球選手権大会では六番・一塁手として出場。大会2回戦では江川卓擁する作新学院高等学校と対戦して、雨中の熱戦の末に延長戦で勝利した試合にフル出場した選手でもあった。
高校卒業と同時に東海大学に進学し、硬式野球部に入部。同期には遠藤一彦、石井昭男がいた。大学3年及び4年時には首都大学野球リーグ戦の2年連続春秋連覇を経験した。
大学卒業後は東海大学硬式野球部のコーチ・助監督を務め、1981年より監督に就任。1988年まで15シーズン務め、首都大学野球リーグ戦では通算170試合指揮して8度優勝した。1989年に国際武道大学に転じ、同校野球部監督に就任。また国際武道大学では体育学部教授としてスポーツ・体育経営学などの講義を行っている。就職部長も務めた。
2022年、大学球界最多となる700勝を記録した。2024年秋に750勝を達成。

## 指導歴

### 大学
- 東海大学硬式野球部監督（1981年 - 1988年）[1]
- 国際武道大学硬式野球部監督（1989年 - 現在）[1]

### 大学日本代表
- 第34回日米大学野球選手権大会監督（2006年）
- 第3回世界大学野球選手権大会監督（2006年）

## 著書
- 身になる練習法 硬式野球 岩井式“心技体"を磨く王道メソッド（2018年、ベースボール・マガジン社、ISBN 978-4583110424）